# Cache (Oklahoma)
Cache es una ciudad ubicada en el condado de Comanche en el estado estadounidense de Oklahoma. En el año 2010 tenía una población de 	2796 habitantes y una densidad poblacional de 307,25 personas por km².

## Geografía
Cache se encuentra ubicada en las coordenadas 34°38′2.75″N 98°37′18.97″O / 34.6340972, -98.6219361 (34.634098, -98.621937).

## Demografía
Según la Oficina del Censo en 2000 los ingresos medios por hogar en la localidad eran de $31,359 y los ingresos medios por familia eran $36,591. Los hombres tenían unos ingresos medios de $29,236 frente a los $21,750 para las mujeres. La renta per cápita para la localidad era de $13,892. Alrededor del 17.7% de la población estaban por debajo del umbral de pobreza.